# NGC 6385
NGC 6385 ist eine 13,1 mag helle Balkenspiralgalaxie vom Hubble-Typ SBa im Sternbild Drache und etwa 159 Millionen Lichtjahre von der Milchstraße entfernt.
Sie wurde am 22. Juli 1886 von Lewis A. Swift entdeckt.